# Loppersum
Loppersum (en groninguès, Loppersom) és un municipi de la província de Groningen, al nord dels Països Baixos. L'1 de gener del 2009 tenia 10.491 habitants repartits sobre una superfície de 111,99 km² (dels quals 0,95 km² corresponen a aigua).

## Centres de població
Eekwerd, Eekwerderdraai, Eenum, Fraamklap, Garrelsweer, Garsthuizen, Hoeksmeer, Honderd, Huizinge, Kolhol, Leermens, Loppersum, Lutjerijp, Lutjewijtwerd, Merum, Middelstum, Oosterwijtwerd, Startenhuizen, Stedum, Stork, Toornwerd, Westeremden, Westerwijtwerd, Wirdum, Wirdumerdraai, 't Zandt, Zeerijp i Zijldijk.

## Administració
El consistori actual, després de les eleccions municipals de 2007, és dirigit pel conservador 	Albert Rodenboog. El consistori consta de 17 membres, compost per:
- Partit del Treball, (PvdA) 4 escons
- Crida Demòcrata Cristiana, (CDA) 4 escons
- Gemeenden Belangen, 2 escons
- GroenLinks, 2 escons
- ChristenUnie, 2 escons
- Partit Popular per la Llibertat i la Democràcia, (VVD) 1 escó